# Ольга Нойвірт
Ольга Нойвірт (нім. Olga Neuwirth; 4 серпня 1968, Грац) — австрійська композиторка.

## Біографія
З семирічного віку брала уроки гри на трубі. У 1987—1993 роках вчилася музики у Відні, в 1985—1986 роках — у Сан-Франциско, в 1993—1994 роках — у Парижі (фр. IRCAM), де займалася у Брайана Фернихоу і Трістана Мюрая. Познайомилася з Луїджі Ноно, який глибоко вплинув на неї і радикальними політичними поглядами, і музикою. Після отриманої в дитинстві травми пересувається на милицях.

## Творчість
У пошуках експресії активно взаємодіє з кінематографом (в Сан-Франциско вона вивчала також кіно і живопис), використовує електроніку, спирається на спадщину літературного авангарду XX ст. Співпрацює з Е.Єлінек і П. Остером.

## Вибрані твори
- Die Schamlosen oder Ein Spektakel in einem Akt, на тексти Данила Хармса, Сільвії Плат і Уніки Цюрн (1990)
- Cthulhu-LudiiumM — Vor der Dunkelheit для оркестру (1991)
- Aufenthalt, ораторія на слова Ельфріди Єлінек (1992—1993)
- Five daily miniatures на тексти Гертруди Стайн (1994)
- La vie — ... ulcérant(e) на тексти Жоржа Перека (1995)
- Akroat Hadal для струнного квартету (1995)
- risonanze?...  для віоли д аморе (1996-1997)
- Bählamms Fest (1997—1998, опера, лібрето Ельфріди Єлінек за п'єсою Леонори Каррінгтон «День агнця»)
- Гавань — Hommage Йосипу Бродському для бас-кларнета, баритон-саксофона і віолончелі (1998)
- Hommage à Klaus Nomi Клаусу Номі для контртенора та камерного ансамблю (1998)
- Nova/Minraud для сопрано на текст Вільяма Берроуза (1998)
- ...morphologische Fragmente..., на текст Гете «Морфологія» (1999)
- Clinamen/ Nodus для оркестру (1999)
- Construction in space для чотирьох солістів, чотирьох ансамблів та електроніки (2000)
- locus...doublure...solus для фортепіано та ансамблю (2001)
- Lost Highway (2002—2003, опера, лібрето Ельфріди Єлінек по фільму Девіда Лінча)
- Marsyas для фортепіано (2004)
- ... miramondo multiplo... для труби і оркестру (2006, Гейдельбергська мистецька премія, 2008)
- L ' Eve future remémorée, радіоп'єса (2007)
- Remnants of Song... An Amphigory для альта і фортепіано (2009)
- THE OUTCAST – Homage to Herman Melville. Лібрето Баррі Гіффорда і Ольги Нойвірт з монологами для Old Melville Анни Митгуч

## Визнання
Лауреат заохочувальної премії Ернста фон Сіменса, премій Пауля Хіндеміта і Ернста Кшенека (всі три — 1999). Велика державна музична премія Австрії (2010). Член Берлінської академії мистецтв. Низкою її творів диригував П'єр Булез.